# Chaenorhinum suttonii
Chaenorhinum suttonii är en grobladsväxtart som beskrevs av C. Benedí González och P. Montserrat. Chaenorhinum suttonii ingår i släktet småsporrar, och familjen grobladsväxter. Inga underarter finns listade i Catalogue of Life.